# 28 cm K (E) Bruno
La denominazione 28 cm Kanone (Eisenbahnlafette) " Bruno" comprendeva quattro tipi di cannone ferroviario tedeschi, impiegati durante la seconda guerra mondiale.

## Storia
Nel primo dopoguerra, l'Oberkommando des Heeres (OKH) ordinò alla Krupp, nell'ambito del programma di riarmo lanciato nel 1933 dal Partito nazista, di iniziare la progettazione di artiglierie ferroviarie completamente nuove. Tuttavia ciò necessitava di lunghi tempi di sviluppo e la Krupp fece presente che poteva invece consegnare rapidamente un numero significativo di pezzi usando le bocche da fuoco navali obsolete, già disponibili perché dismesse dalla marina, e modernizzando i progetti risalenti agli affusti ferroviari della prima guerra mondiale. L'OKH accettò ed nel 1936 autorizzò Krupp ad iniziare lo sviluppo di una serie di cannoni di calibro 280 mm, da consegnare entro il 1939 nell'ambito del programma di emergenza Sofort-Programe.

## Tecnica
L'impostazione era comune a tutte le versioni. La canna era inserita in una culla a manicotto, con sistema di rinculo idropneumatico. La culla era incavalcata su un affusto a trave, poggiante su due carrelli ferroviari a 4 o 5 assi. L'affusto era dotato, nella parte posteriore, di una gru o di un paranco scorrevole su una rotaia sospesa, per il sollevamento delle munizioni.
Il brandeggio della culla sull'affusto era limitato a meno di un grado, sufficiente per il puntamento di precisione. Per quello grossolano i Bruno potevano spostarsi su un tratto curvo di binario, oppure poteva essere caricati su una piattaforma girevole Vögele (Vögele-Drehscheibe). La piattaforma girevole Vögele era costituita da una guida circolare intorno ad un perno rotante, che sostenevano una piattaforma girevole sulla quale l'affusto ferroviario veniva caricato grazie ad una rampa; la piattaforma era dotata alle estremità di rulli che poggiavano sulla guida esterna. La piattaforma aveva una portata di 300 tonnellate, abbastanza per poter sostenere la maggior parte dei cannoni ferroviari tedeschi. Per il caricamento il cannone doveva essere portato ad alzo 0° dopo ogni colpo

## Versioni

### Kurze Bruno-Kanone
Il kurze Bruno-Kanone o k.Br.K. fu sviluppato tra il 1937 ed il 1938 per la bocca da fuoco navale 28 cm SK L/40. Gli otto esemplari prodotti furono assegnati alle Eisenbahn-Artillerie-Batterie 690, 695, 696 e 721. Era la versione con la canna più corta; il cannone era montato in una culla a manicotto, con il freno di sparo inferiormente. L'affusto, simile a quello del 24 cm K (E) Theodor Bruno, adeguatamente ingrandito, poggiava su due carrelli a 5 assi. Per il sollevamento delle munizioni nella sezione posteriore dell'affusto era sistemata una rotaia sospesa con paranco scorrevole.

### Lange Bruno-Kanone
Il lange Bruno-Kanone o l.Br.K. fu prodotto in tre esemplari nel 1936, equipaggiati con la bocca da fuoco navale da 28 cm SK L/45. Durante la seconda guerra mondiale equipaggiarono la Eisenbahn-Artillerie-Batterie 688 (688ª batteria artiglieria ferroviaria). Questa versione era più leggera della precedente, essendo il cannone più lungo ma più leggero. Simile anche l'affusto, su carrelli a 5 assi.

### Schwere Bruno-Kanone
Il schwere Bruno-Kanone o s.Br.K. venne realizzato tra il 1936 ed il 1938 in due esemplari, armati con i cannoni costiero 28 cm Küstenkanone L/42 sottratti ai belgi all'inizio della Grande Guerra. Furono assegnati alla Eisenbahn-Artillerie-Batterie 689 (689ª batteria artiglieria ferroviaria).. I cannoni belgi vennero montati su affusti a trave derivati dai precedenti, su carrelli a 5 assi.

### Neue Bruno-Kanone
Nel 1938 l'Oberkommando des Heeres (OKH) richiese alla Krupp un aumento della gittata massima per i cannoni del tipo Bruno, che si avvicinasse a quella del 28 cm K5 (E). Poiché tali prestazioni non erano raggiungibili riutilizzando i vecchi cannoni navali e costieri, venne sviluppato un neue Bruno-Kanone (nuovo cannone "Bruno") con canna lunga 58 calibri. Tra il 1940 ed il 1942 furono realizzati tre pezzi: il primo consegnato a novembre del 1940, il secondo a luglio 1941 e l'ultimo a febbraio 1942. Questi non raggiunsero le prestazioni richieste in termini di gittata e la produzione di ulteriori esemplari venne interrotta in favore dei K5. L'affusto a trave poggiava su due carrelli ferroviari a 6 assi.
|                      | kurze Bruno-Kanone | lange Bruno-Kanone | schwere Bruno-Kanone | neue Bruno-Kanone |
| Numero prodotto      | 8                  | 3                  | 2                    | 3                 |
| Peso                 | 130.000 kg         | 123.000 kg         | 118.000 kg           | 150.000 kg        |
| Lunghezza            | 22,80 m            | ?                  | 22,80 m              | 24,88 m           |
| Lunghezza canna      | 11,20 m            | 12,735 m           | 11,084 m             | 15,247 m          |
| Lunghezza in calibri | L/40               | L/45               | L/42                 | L/58              |
| Corsa di rinculo     | 75 cm              | 90 cm              | 75 cm                | 105 cm            |
| Peso proietto        | 240 kg             | 302 kg             | =                    | 255 kg            |
| Gittata              | 29.500 m           | 28.500 m           | 29.400 m             | 46.600 m          |
| Velocità alla volata | 820 m/s            | 865 m/s            | 745 m/s              | 995 m/s           |
| Cadenza di tiro      | 1 colpo/5-6 min    | 1 colpo/5 min      | 1 colpo/5-6 min      | 1 colpo/3 min     |
| Vita utile canna     | 850 colpi          | 400 colpi          | ?                    | 500 colpi         |

## Impiego operativo
Un kurze Bruno-Kanone entrò in azione sulla ferrovia tra Steinen (Baden-Württemberg) e Lörrach. Un cannone della Eisenbahnbatterie 688 stazionò a Braunshausen tra novembre 1939 e maggio 1940. I soldati addetti erano acquartierati nelle città circostanti, mentre il pezzo stazionava, coperto da teloni e reti mimetiche, lungo Ferrovia della Valle del Prims tra Nonnweiler e Wadern, in un binario morto presso la Gottbill sel. Erben G.m.b.H.